# Anders Knutsson Ångström
Anders Knutsson Ångström (* 28. února 1888 Stockholm, † 27. října 1981 Stockholm) byl švédský fyzik a meteorolog. Zabýval se zářením Slunce a atmosféry. Jeho děd byl Anders Jonas Ångström a jeho otec Knut Johan Ångström.

## Životopis
Narodil se v rodině Knuta Johana Ångströma a Hélène (Lèn) Elisabeth Pilo (1849–1943). Měl dva mladší bratry a sestru. Jeho ženou byla Ebba Anna Margareta (Anna-Greta) Montelius (1904–1999). Měl pět dětí.
V roce 1909 se stal bakalářem přírodních věd na Uppsalské univerzitě a v roce 1911 získal magisterský titul. Učil na Stockholmské univerzitě. Od roku 1945 byl vedoucím Meteorologického oddělení Švédského hydrometeorologického ústavu. Od roku 1949 do roku 1954 byl ředitelem Švédského hydrometeorologického ústavu. Zemřel 27. října 1981 ve Stockholmu.
Je mu připisován vynález pyranometru.

## Ocenění
Od roku 1948 byl členem Královské akademie věd. V roce 1968 byl oceněn Rossbyho cenou.